# Carl Djerassi
Carl Djerassi (29. října 1923 Vídeň – 30. ledna 2015 San Francisco) byl rakousko-americký chemik a spisovatel židovského původu. Jeho objevy otevřely cestu k vývoji antikoncepční pilulky. V roce 1951 syntetizoval jako první na světě hormon progesteron. Díky tomu bylo možno ovlivňovat menstruační období u žen. Na základě této regulace menstruace pak farmakologický průmysl vyrobil první ústně podávanou antikoncepci pro ženy. Objevil rovněž první známé antihistaminikum, které znamenalo průlom v boji s alergiemi.

## Životopis
Narodil ve Vídni. Jeho otec pocházel z Bulharska, matka z Rakouska, oba byli Židé. Po Anšlusu, roku 1938, jeho rodina odešla nejprve do Bulharska, o rok později pak do Spojených států amerických. Ve Spojených státech amerických vystudoval chemii na Kenyon College (1942) v Ohiu a na University of Wisconsin–Madison (1949). Poté pracoval ve firmě Ciba a jeden čas i v Mexiku, ve společnosti Syntex Laboratories. Právě v Mexiku učinil roku 1951 svůj klíčový objev. Po návratu do Spojených států amerických pracoval na Wayne University v Detroitu a od roku 1959 až do svého odchodu do důchodu v roce 2002 na Stanfordově univerzitě v Kalifornii. Vedle toho v roce 1968 založil vlastní firmu Zoecon, která se věnovala výrobě insekticidů.
Roku 1973 obdržel Národní vyznamenání za vědu (National Medal of Science). V roce 1978 získal, jako vůbec první, Wolfovu cenu za chemii.
V závěru života se věnoval psaní románů, básní i divadelních her. První jeho literární dílo, román Cantor's Dilemma, vyšlo roku 1989. Jeho manželka Diane Middlebrooková byla známou publicistkou, věnovala se psaní biografií. Djarassi spolu s ní založil Djerassi Resident Artists Program na podporu umělců. V roce 2010 poskytl rozhovor pořadu České televize Na plovárně. Označoval se za ateistu.

## Vyznamenání
- Čestný kříž Za vědu a umění I. třídy (1998, Rakousko)[5]
- velká stříbrná dekorace Čestného odznaku Za zásluhy o Rakouskou republiku (2008)[6]
- velký záslužný kříž Záslužného řádu Spolkové republiky Německo (2003)